# Simone Plé-Caussade
Simone Plé-Caussade, née à Paris 9e le 14 août 1897 et morte à Bagnères-de-Bigorre le 6 août 1986, est une pédagogue, compositrice et pianiste française.

## Biographie
Simone Marie Plé est formée au Conservatoire de musique et de déclamation à Paris. Au sein de l'institution, elle obtient un premier prix de piano en 1914 dans la classe d'Alfred Cortot, un premier prix d'harmonie en 1916 dans la classe d'Henri Dallier, un premier prix d'histoire de la musique en 1917 dans la classe de Maurice Emmanuel, un premier prix d'accompagnement au piano en 1920 dans la classe d'Abel-César Estyle, un premier prix de contrepoint en 1920 et enfin, un premier prix de fugue l'année suivante dans la classe de son futur mari, Georges Caussade.
Elle épouse Georges Caussade le 13 décembre 1928 à Paris, de vingt-quatre ans son aîné. Elle devient professeur de solfège pour instrumentistes le 1er novembre 1928, et elle est titularisée en 1935. Elle succède à son mari au poste de professeur de fugue au Conservatoire national de musique et d'art dramatique à la mort de ce dernier en 1936, poste dans lequel elle est titularisée le 15 novembre 1939. En tant que compositrice elle écrivit des œuvres principalement pour le piano, ainsi que des pièces pour orgue, des chœurs, de nombreuses mélodies et des pages de musique religieuse.
Gilbert Amy, Xavier Darasse, Betsy Jolas et Jean-Pierre Leguay ont étudié la composition avec Simone Plé.

## Œuvres

### Piano
- Les chants et les jeux (20 pièces), juin-septembre 1929, éditions Henry Lemoine, 1931
- Les joies et les rêves (12 pièces), 1945, éditions Henry Lemoine, 1948
- Les chants de mon moulin (30 pièces), éditions Henry Lemoine, 1957
- Concert à l’O.R.T.F. (25 pièces), éditions Henry Lemoine, 1967
- Six danses pour piano 4 mains, éditions Henry Lemoine, 1983
- Sonate en mi mineur, v. 1930

### Chant et piano
- Chansons franciscaines (texte de Léon Chancerel), éditions Lemoine
- Les Heures du foyer, 1928/29
- Chanson (texte de Stuart Merril), éditions Salabert

### Violon et piano
- Sonate en si, éditions Lemoine, 1928

### Piano et percussions
- Danse, éditions Alphonse Leduc, 1954

### Orgue ou harmonium
- Alleluia, 21 avril 1949, éditions de la Schola Cantorum, 1961
- 3 pièces (2 canons/ [pièce sans titre]), in Nouvelle méthode de clavier (vol. I) de Noëlie Pierront et Jean Bonfils, éditions de la Schola Cantorum, 1960
- 2 pièces (Cantilène / Prière), in Nouvelle méthode de clavier (vol. II) de Noëlie Pierront et Jean Bonfils, éditions de la Schola Cantorum, 1960
- 3 pièces (Prière / Litanie / Verset), in Nouvelle méthode de clavier (vol. IV) de Noëlie Pierront et Jean Bonfils, éditions de la Schola Cantorum, 1960

### Orgue
- Ricercare sur le Kyrie de la messe « Cum jubilo », mai 1937, in Orgue et Liturgie n° 5, éditions de la Schola Cantorum
- Regina caeli… (avec variations), 13 mars 1949, in Orgue et Liturgie n° 14, éditions de la Schola Cantorum, 1952
- Regina caeli… (avec mélismes), 19 mars 1949, in Orgue et Liturgie n° 14, éditions de la Schola Cantorum, 1952
- Pater Noster, in Orgue et Liturgie n° 24, éditions de la Schola Cantorum, 1954
- Deux fugues, août 1957, éditions Europart-Music, 1994
- Prélude à l’Introït pour la fête de l’Assomption, in Orgue et Liturgie n° 48, éditions de la Schola Cantorum
- Offertoire pour la fête de l’Assomption, in Orgue et Liturgie n° 52, éditions de la Schola Cantorum
- Élévation pour la fête de l’Assomption, in Orgue et Liturgie n° 57, éditions de la Schola Cantorum
- Communion pour la fête de l’Assomption, in Orgue et Liturgie n° 62, éditions de la Schola Cantorum
- Sonnons les matines, novembre 1963, in Orgue et Liturgie n° 66, éditions de la Schola Cantorum, 1968
- Et clamor meus ad te veniat, avril 1967, éditions Europart-Music, 1994
- L’orgue au couvent (18 pièces), mai 1970, éditions Europart-Music, 1994

### Chœurs (musique sacrée)
- L'Oraison dominicale pour voix et orgue, 18 avril 1937, éditions Bornemann, 1950
- Justorum animae pour 2 voix mixtes et orgue ou harmonium, août 1949, éditions de la Schola Cantorum
- O bona Crux, Salva nos ! pour 3 voix mixtes, 30 juillet 1944, éditions de la Schola Cantorum
- O bona Crux, Salva nos ! pour 4 voix égales, 31 juillet 1944, éditions de la Schola Cantorum
- Germinavit radix Jesse pour 3 voix égales, août 1944, éditions de la Schola Cantorum
- Salut du Saint-Sacrement (O Salutaris / Ave Maria / Tantum ergo) pour voix d'enfants (unisson) et orgue ou harmonium, 15 août 1946, éditions de la Schola Cantorum, 1951
- Ave Maria pour 3 voix égales, 16 août 1946, éditions de la Schola Cantorum, 1952
- Pater noster pour 3 voix égales et orgue ou harmonium, juin 1947, éditions de la Schola Cantorum, 1960
- Memento mei… pour 3 voix égales, extrait de Dolor Christi, 19 juillet 1947, éditions de la Schola Cantorum
- Memorare pour 3 voix égales, 26 juillet 1947, éditions de la Schola Cantorum, 1951
- Ave Maria pour 2 voix égales, octobre 1951, éditions de la Schola Cantorum, 1951
- Anima Christi pour 4 voix d’hommes, éditions de la Schola Cantorum, 1951
- Deux chants de prière (Christe, Fili Dei vivi / Miserere nostri), éditions de la Schola Cantorum, 1959
- Ave verum pour 2 voix égales, éditions de la Schola Cantorum

### Chœurs (musique profane)
- La petite chanterie (12 chœurs pour 2, 3 ou 4 voix égales), juin 1948, éditions Henry Lemoine, 1950
- Chants d’hier et d’aujourd’hui (10 chœurs pour voix mixtes), éditions Henry Lemoine
- Angelus pour 3 voix égales, éditions Heugel

### Autres formations
- Ts'in Pao pour voix, cor et quatuor à cordes, v. 1926
- Concerto pour piano, trompette, violoncelle et orchestre, v. 1927

### Autres œuvres
- Fugue à 4 parties, éditions Heugel, 1922
- [Lectures à vue] pour clavecin (1957 à 1961)
- Trente leçons de solfège, éditions Henry Lemoine, 1966